# Designmuseum Danmark
Le Designmuseum Danmark (jusqu'en 2011 Kunstindustrimuseet) est un musée de Copenhague (Danemark), consacré au design et à l'artisanat.

## Histoire
Le musée est fondé en 1890 et s'installe dans un premier bâtiment construit à cet effet par l'architecte danois Vilhelm Klein (da), près du Rådhuspladsen, dans la capitale danoise, Copenhague. Le musée ouvre ses portes en 1895 et comporte plusieurs galeries, chacune étant consacrée à une discipline (porcelaine, faïence, textile, etc.).
Le musée déménage en 1926 vers un bâtiment sur Bredgade (en) (une rue de la capitale), où se situait depuis 1757 le Kongelig Frederiks Hospital, lequel s'est établi plus au nord. Le bâtiment est rénové et adapté à son nouvel emploi par les architectes Ivar Bentsen et Kaare Klint.

## Composition
Le musée expose notamment les œuvres de designers renommés tels que Arne Jacobsen, Jacob Jensen et Kaare Klint.
Le musée possède la plus grande bibliothèque consacrée aux arts décoratifs et au design industriel de Scandinavie.